# Сен-Пьер (Мартиника)

Город на карте острова

Сен-Пьер (фр. Saint-Pierre) — город на острове Мартиника. Основан в 1635 году. До 1692 года, когда резиденция губернатора была перенесена в Фор-де-Франс, был административным центром одноимённой французской колонии. В дальнейшем два века оставался экономически самым развитым центром Мартиники (указания ряда источников на то, что вплоть до разрушения в 1902 году Сен-Пьер был официальным административным центром Мартиники, ошибочны). В 1902 году при извержении вулкана Мон-Пеле был почти полностью разрушен. К настоящему времени частично восстановлен.

## История
Город, расположенный в 8 км от вулканического конуса Мон-Пеле, до XX века развивался как торговый порт; здесь были разбиты первые на Мартинике сахарные плантации и начал действовать первый на острове завод по производству рома. В Энциклопедическом словаре Брокгауза и Ефрона указывалось, что

Сен-Пьер (St.-Pierre) — главный город о-ва Мартиники, главное складочное место французских Вест-Индских о-вов. Много красивых общественных зданий, театр, ботанический сад. […] Жит. 25000 (1891).

Катастрофическое извержение началось в апреле 1902 года, а 8 мая огромное облако, состоявшее из раскалённой лавы, паров и газов, накрыло город. В течение нескольких минут Сен-Пьер был уничтожен ураганом из раскалённых камней и пепла – пирокластическим потоком. Из 17 пароходов, стоявших в гавани города к началу извержения, спастись удалось лишь одному. Большая часть населения, насчитывавшего в 1902 году 30 тысяч жителей, погибла.
Из 28 тысяч жителей Сен-Пьера, находившихся утром 8 мая в городе, удалось спастись только двоим. Одним из выживших был 25-летний заключенный Огюст Сипарис, второй — 28-летний сапожник Леон Компер-Леандр.

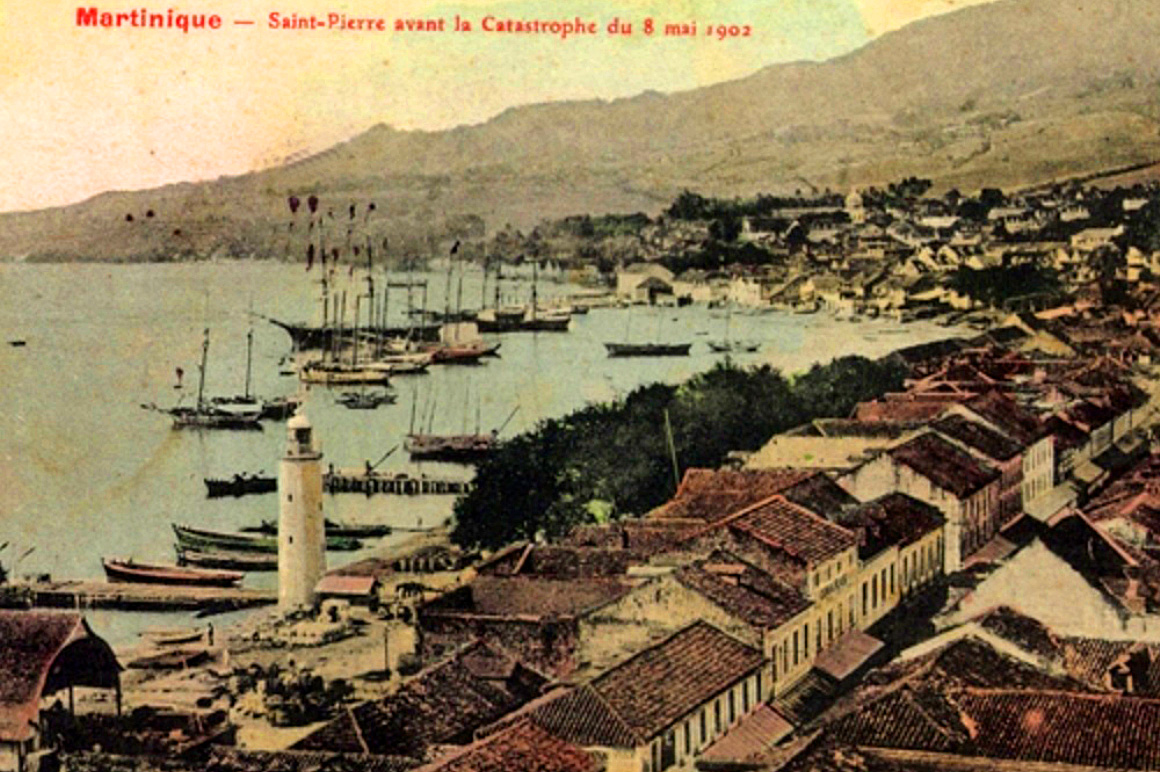
Сен-Пьер до катастрофы 8 мая 1902 г.

Сипарис сидел в карцере — каменной камере с толстыми стенами, тяжелой дверью и крошечным окошком. Камера была настолько маленькой и с таким низким потолком, что войти в неё можно было только на четвереньках. Этот «каменный мешок» спас Сипарису жизнь. Он получил сильные ожоги и находился в своем карцере, погребенный под слоем раскаленных обломков. Он был откопан через три дня после катастрофы и был помилован губернатором острова. Остаток жизни он провёл, разъезжая по всему миру в составе труппы, рассказывая об ужасной трагедии и демонстрируя шрамы от ожогов.
После катастрофы Сен-Пьер уже не возродился как экономический центр острова.
Из достопримечательностей современного Сен-Пьера стоит отметить музей вулканологии, дом-музей Поля Гогена, руины городского театра, тюрьмы и складов Картье-дю-Фигьер.
В Сен-Пьере родилась Жозефина Богарне, будущая супруга Наполеона I.

## Население
| Год  | Численность | Численность |
| ---- | ----------- | ----------- |
| 1990 | 5007        | [ 4 ]       |
| 1999 | 4453        | [ 4 ]       |
| 2006 | 4581        | [ 4 ]       |
| 2011 | 4396        | [ 4 ]       |
| 2013 | 4285        |             |
| 2015 | 4177        | [ 5 ]       |
| 2016 | 4125        | [ 4 ]       |
| 2017 | 4123        | [ 6 ]       |
| 2018 | 4122        | [ 7 ]       |
| 2019 | 4121        | [ 8 ]       |
| 2020 | 4107        | [ 9 ]       |
| 2021 | 4088        | [ 10 ]      |
| 2022 | 4069        | [ 1 ]       |

## Упоминания в культуре
- В заключительной части научно-фантастического романа геолога Владимира Обручева «Плутония» со ссылкой на отчёт экспедиции Французской Академии наук упоминается трагедия в городе Сен-Пьер и описывается характер извержения вулкана Мон-Пеле: «Эта туча, так называемая жгучая, или палящая, состоит из страшно сжатых и перегретых водяных паров и газов, переполненных горячим пеплом, и несёт не только мелкие камни, но и громадные глыбы. Она переносит даже глыбы в четыре-шесть кубических метров на несколько километров от вулкана»[11].
- В Сен-Пьере частично разворачивается действие исторического мини-сериала французского режиссёра Жана-Клода Фламана «Горькие тропики» (Tropiques amers, 2007), в основе сюжета которого лежат судьбы чёрных рабов Мартиники и их хозяев-плантаторов в годы Великой Французской революции и правления Наполеона Бонапарта.